# 国民優生法
国民優生法（こくみんゆうせいほう、昭和15年5月1日法律第107号）は、悪質な遺伝性疾患の素質を有する者の増加を防遏および健全な素質を有する者の増加、国民素質の向上に関する法律である。
1940年（昭和15年）から1948年（昭和23年）まで存在した。この法律の目的は、優生政策上の見地から、健康な素質をもつ者を増やすと共に、遺伝的疾患を減らすことであった。そのために「遺伝性疾患の素質を持つ者」への不妊手術（優生手術）を規定し、「健全な素質を持つ者」に対しては人工妊娠中絶を制限した。
国民優生法は中絶を制限する法律として機能した一方、不妊手術の件数は当初の予想を大幅に下回った。第6条における強制不妊手術は1件も実施されなかった。中絶に関しては、従来は医師の判断に委ねられていた医学、健康上の理由による手術も規制が強化された。
国民優生法は1948年（昭和23年）に廃止されたが、大部分は優生保護法に継承された。

## 制定
内務省保健衛生調査会は国民優生法発足にあたって（1916年、大正5年）、優生問題を調査項目として取上げるかどうか論議し取上げるに至らかったが、1921年（大正10年）その総会で民族衛生に関する調査を建議した。これが実現するのは、1929年（昭和4年）、人口食糧問題調査会によって「優生学的見地ヨリスル諸施設ニ関スル調査研究ヲ為スコト」という項目を含む答申、「人口統制ニ関スル諸方策」が提出された直後であった。
1930年（昭和5年）、保健衛生調査会内に民族衛生特別委員会が設置される。同時に同じ年、優生運動を主眼とした日本民族衛生学会が設立された。この民族衛生学会は1935年（昭和10年）には協会として財団設立が認められ、さらに啓蒙運動にのりだす。学会は会長の東京帝国大学教授永井潜、同元教授三宅鉱一、同講師吉益脩夫、東京市立広尾病院長加用信憲、民政党代議士八木逸郎、同荒川五郎、東京控訴院検事正木亮、横浜高工教授斎藤揮治の8名で法案を起草し、永井会長は「民族の花園を荒す雑草は断種手術によって根こそぎに刈取り日本民族永遠の繁栄を期さねばならぬ」と発言した。
1936年（昭和11年）には、日本精神衛生協会、公立及代用精神病院協会及び救治会の三者連名をって断種法制定について要望があり1937年（昭和12年）には全日本方面委員聯盟より第八回全国方面委員大会の決議によって精神病対策に付ての建議が為され、その一項中にも断種法制定に付ての要望がこうした動きの中で「断種法」制定の動きが進められていく。1932年（昭和7年）から、さきの民族衛生特別委員会（北島多一委員長）では法案の論談がわされ,1933年（昭和8年）には民族衛生学会では永井潜会長以下によってその草案が起草されたまた、議員提案による「民族優生保護法案」が第65（1934年・昭和9年）、第67（1935年・昭和10年）、第70（1937年・昭和12年）（以上、荒川五郎他提出）、第73（1938年・昭和13年）、第74（1939年・昭和14年）（以上、八木逸郎他提出）帝国議会に5回にわたって提出されたが、いずれも成立をみなかった。1936年当時、優生法各種は米国、スイス、ドイツ、カナダ、デンマーク、メキシコ、スウェーデン、ノールウェー、フィンランドなどで合法化されていた。
1938年1月、厚生省の発足により人口増強策が開始される。体力局は国民体力管理制度の制定にとりくみ、予防局は優生断種制度の制定にとりくんだ。同年4月、予防局優生課は断種法の制定に向けて、精神病学者、遺伝学者、法律学者を集め、民族衛生協談会を開いてその意見を徴した。11月には同課内に民族衛生研究会が設けられて調査研究と優生思想の普及活動が行われた。この会の趣意書は「輓行重要問題となれる国民体位向上を図るには後天的の環境改善⋯のみにては目的を達し得ませぬ。れより先に健常優秀なる遺伝素質を基礎とするに非らざれば充分の成果を期待し得ない」とし、「人的資源培の国策の線に沿ふ」「国民体力向上」策として「優生断種制度確立」のため準備活動を行ったのである。他方、日本学術振興会には1939年（昭和14年）、民族衛生についての第11特別委員会が設置された。
1939年、政府は優生断種制度調査費を計上し全国的調査を4月に行い、さらに、議員による法案を拡充した形の「民族優生制度案要網」を作成した。この要綱は国民体力管理制度案要綱と並んで10月国民体力審議会に諮問され、12月に「優生制度案要綱」として修正案が答申された。
これとナチス・ドイツの遺伝病子孫防止法をもとにして、政府は「優生法案」を用意し、最終的に「国民優生法」として、翌1940年（昭和15年）3月、第75帝国議会に提出、衆識院で一部修正されて5月可決され、1941年（昭和16年）7月より施行された。この過程の中で、議員による法案および民族優生制度家要綱の段階では、目的として優生だけが掲げられていたいのに対し、国民体力審議会答申では、「人口ノ増加」が加えられた。しかし、最終これは削除され「国民素質ノ向上」に一本化した表現になり、その中に「健全スル者ノ増加」が含められたが、これは明らかに人口増加目的を明言していない。

## 改正
本法は、1947年（昭和22年）、民法の改正に伴う関係法律の整理に関する法律（昭和22年12月22日法律第223号）6条の規定によって、次のとおり一部改正された。
- 優生手術を受けることができる者が優生手術の申請をする場合において、本人が30歳に達しないときは、その家にある父母（婚姻によりその配偶者の家に入った者にあっては、その配偶者の父母）の同意を得なければならないこととされていた（4条1項）。これを、30歳未満ではなく未成年者に引き下げるとともに、配偶者を有しないときの要件が追加された。

- 優生手術を受けることができる者が優生手術の申請をする場合において、その家にある父母の同意を要するものとされ、又はその家にある父母が申請をする場合において、父母がともに知れないとき等は後見人の、後見人が知れないとき等は戸主の、戸主が知れないときは親族会の同意又は申請によってこれに代えることとされていた（4条4項）。このうち、後見人の申請権は廃止し、戸主に関する部分は削除し、親族会に関する部分は家事審判所の許可に変更した。

- 家事審判所の許可は、家事審判法の適用に関して、同法9条1項の甲類に掲げる事項とみなされた（改正後の4条4項ただし書）。

- 優生手術を受けることができる者に対し監護上の処置、保健上の指導又は診療をした精神病院法による精神病院（同法7条の規定による代用する精神病院を含む。）若しくは保健所の長又は命令をもって定める医師が本人の同意を得て優生手術の申請をする場合において、本人が30歳に達しないときは、その家にある父母（婚姻によりその配偶者の家に入った者にあっては、その配偶者の父母）の同意を得なければならないこととされていた（5条1項）。これについても、4条1項と同様に、30歳未満ではなく未成年者に引き下げるとともに、配偶者を有しないときの要件が追加された。

- その他、「家にある」、「家に入る」、「家を去る」などの家制度を前提とした部分が削除された。

なお、本改正規定は、民法の改正に伴う関係法律の整理に関する法律附則29条の規定によって、1948年（昭和23年）1月1日から施行された。

## 構成
悪質な遺伝性疾患の素質とされたもの
- 遺伝性精神病
- 遺伝性精神薄弱
- 強度または悪質な遺伝性病的性格
- 強度または悪質な遺伝性身体疾患
- 強度な遺伝性奇形